# ボビー・ブレビンス
ロバート・ウェスリー・ブレビンス・ジュニア（Robert Wesley Blevins Jr.、1985年1月16日 - ）は、アメリカ合衆国ニューヨーク州ブライアクリフマナー出身のプロ野球選手（投手）。
台湾球界での登録名は、「布萊文斯」。

## 経歴

### プロ入りとドジャース傘下時代
2007年のMLBドラフトでロサンゼルス・ドジャースからドラフト13巡目で目指名され、入団した。同年は、傘下アドバンスルーキーリーグのオグデン・ラプターズ（英語）でプレーした。この年は、12試合（9試合で先発）登板し、3勝3敗、防御率3.49、51奪三振を記録した。
2008年は、傘下Aのグレートレイクス・ルーンズでプレーした。この年は、23試合(1試合で先発)登板し、2勝7敗5セーブ、防御率2.96、57奪三振を記録した。
2009年も、傘下Aのグレートレイクスでプレーした。この年は、27試合に先発登板し、11勝10敗、防御率4.16、97奪三振を記録した。
2010年は、傘下アドバンスAのインランド・エンパイア・シックスティシクサーズ（英語）、傘下AAのチャタヌーガ・ルックアウツ、傘下AAAのアルバカーキ・アイソトープス（英語）で計33試合（11試合で先発）登板し、4勝10敗1セーブ、防御率5.62、59奪三振を記録した。同年限りで、ドジャースを退団した。

### 独立リーグ時代
2011年は、独立リーグであるカナディアン・アメリカン・リーグのロックランド・ボールダーズと契約を結んだ。この年は、19試合に先発登板し、6勝8敗、防御率3.98、82奪三振を記録した。
2012年も、ボールダーズと契約を結んだ。ここでは、21試合（20試合で先発登板）し、8勝9敗、防御率3.65、86奪三振を記録した。シーズン中に退団した。シーズン途中に、独立リーグであるアトランティックリーグのロングアイランド・ダックスと契約を結んだ。ここでは、6試合（4試合で先発登板）し、1勝0敗、防御率2.42、16奪三振を記録した。同年限りで退団した。
2013年は、古巣のロックランド・ボールダーズと契約を結んだ。ここでは、20試合に先発登板し、9勝10敗、防御率4.24、82奪三振を記録した。シーズン途中に、退団した。その後古巣のロングアイランド・ダックスと契約を結んだ。ここでは、2試合に先発登板し、1勝1敗、防御率4.85、10奪三振を記録した。同年限りで、退団した。

### イタリア球界時代
2013年11月8日に、イタリアンベースボールリーグのフォルティチュード・ボローニャと契約を結んだ。ボローニャの一員として2013年のアジアシリーズに参加している。

### 2度目のダックス復帰
2014年2月26日に、古巣ロングアイランド・ダックスと契約を結んだ。2度目の復帰となった。この年は、27試合に先発登板し、9勝5敗、防御率2.95、119奪三振を記録した。
2015年3月2日に、ロングアイランド・ダックスと再契約を結んだ。

### 台湾球界時代
2015年3月6日に、台湾の野球リーグである中華職業棒球大聯盟(CPBL)の中信兄弟と契約を結んだ事が発表された。これにより、同日ロングアイランド・ダックスを退団した。27日に、台湾球界初登板。5月14日に解雇とされた。

### ダックス再復帰後
2015年6月17日に再びロングアイランド・ダックスと契約、翌2016年3月29日に再契約後、
2017年は独立リーグに転じてシュガーランド・スキーターズ、2018年8月25日にアトランティックリーグのサマセット・ペイトリオッツからケベック・キャピタルズに移籍した。

## 詳細情報

### 年度別投手成績
| 年 度     | 球 団     | 登 板 | 先 発 | 完 投 | 完 封 | 無 四 球 | 勝 利 | 敗 戦 | セ 丨 ブ | ホ 丨 ル ド | 勝 率 | 打 者 | 投 球 回 | 被 安 打 | 被 本 塁 打 | 与 四 球 | 敬 遠 | 与 死 球 | 奪 三 振 | 暴 投 | ボ 丨 ク | 失 点 | 自 責 点 | 防 御 率 | W H I P |
| --------- | --------- | ----- | ----- | ----- | ----- | -------- | ----- | ----- | -------- | ----------- | ----- | ----- | -------- | -------- | ----------- | -------- | ----- | -------- | -------- | ----- | -------- | ----- | -------- | -------- | ------- |
| 2015      | 兄弟      | 9     | 9     | 0     | 0     | 0        | 4     | 4     | 0        | 0           | .500  | 255   | 55.2     | 79       | 5           | 14       | 0     | 3        | 23       | 1     | 0        | 43    | 40       | 6.47     | 1.67    |
| CPBL：1年 | CPBL：1年 | 9     | 9     | 0     | 0     | 0        | 4     | 4     | 0        | 0           | .500  | 255   | 55.2     | 79       | 5           | 14       | 0     | 3        | 23       | 1     | 0        | 43    | 40       | 6.47     | 1.67    |